# اللامساواة بين الجنسين في تايلاند
تترتب على التغييرات الاجتماعية والاقتصادية التي حدثت في تايلاند خلال العقود الماضية آثار خطيرة فيما يتعلق بنوعية العمالة وكميتها. يمكن أن تُعزى الأدوار الاقتصادية وغير الاقتصادية للنساء في تايلاند إلى مئات السنين في التاريخ التايلاندي، أي في الوقت الذي انتشرت فيه المواقف التمييزية التقليدية إزاء المرأة في الثقافة التايلاندية. أسفر التحول الذي طرأ على البنية الاجتماعية والاقتصادية لتايلاند منذ ستينيات القرن المنصرم عن تفاوتات جندرية في المجتمع التايلاندي. تحسن وضع المرأة التايلاندية في سوق العمل نتيجةً للتحديث في الآونة الأخيرة، وذلك مقارنةً بوضعها السابق. احتلت تايلاند المرتبة الـ 69 من بين 143 دولة في مؤشر اللامساواة بين الجنسين في عام 2011. تُناقش مسألة اللامساواة بين الجنسين ضمن سياق اقتصاديات العمل على نطاق واسع، وذلك من حيث الفصل بين الجنسين والتمييز في التوظيف. وضعت الحكومة التايلاندية وبعض المنظمات غير الحكومية العديد من السياسات والبرامج الرامية إلى تناول مسألة اللامساواة بين الجنسين في العقود القليلة الماضية.

## مشاركة القوى العاملة النسائية في تايلاند

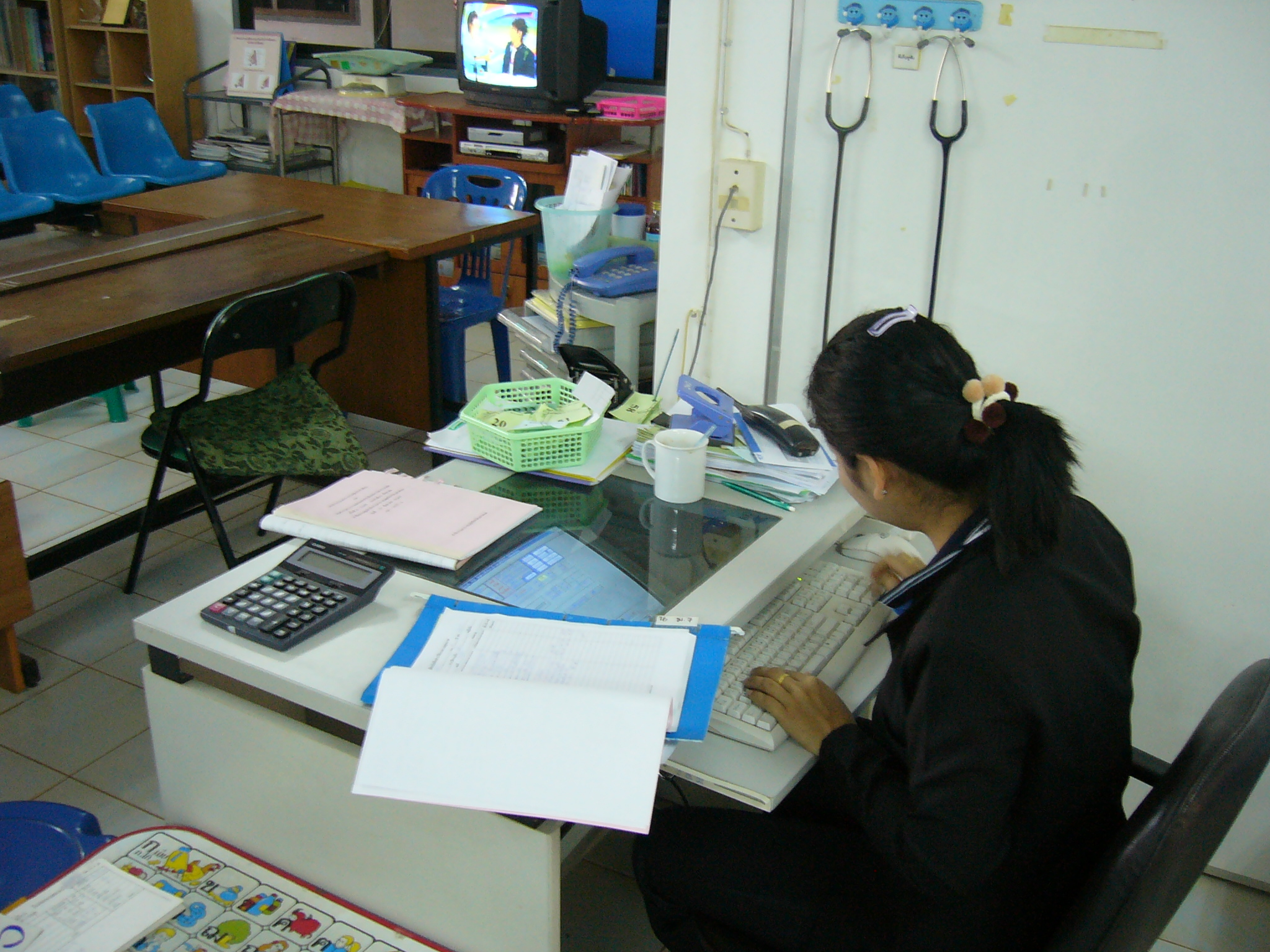
موظفة في مستشفى ناوا العام

نشطت المرأة التايلاندية تاريخيًا في مجموعة متنوعة من الأنشطة الاقتصادية. أُجبر كل رجل حر على تسجيل نفسه بصفته خادمًا لأحد اللوردات المحليين خلال عصر مملكة أيوثايا (1350- 1767) في ظل النظام الإقطاعي (ساكدينا)، لذا اضطر الرجال في مقتبل العمر إلى الابتعاد عن منازلهم من أجل العمل في خدمة التاج أو الخدمة العسكرية. بقيت النساء وحدهن مسؤولات عن رعاية أسرهن ومزارعهن، وأصبح من التقليدي أن تتحمل المرأة مسؤولية الأعمال المنزلية والأنشطة الاقتصادية في الوقت الذي كان فيه الرجال مسؤولين عن الأنشطة الاقتصادية والسياسية. استمرت المشاركة الكبيرة للرجال والنساء في القطاعات الاقتصادية منذ ذلك الحين، الأمر الذي ينعكس في ارتفاع معدل مشاركة الإناث في القوى العاملة في تايلاند، وهو من أعلى المعدلات في العالم خلال العقد الماضي. أفادت تقارير عام 2010 أن معدل مشاركة الإناث اللاتي يتجاوزن سن الخامسة عشر في القوى العاملة قد بلغ 64% تقريبًا، بينما وصل المعدل إلى 76% في عام 1990. بلغ معدل مشاركة النساء في القوى العاملة في تايلاند 65.5% في عام 2011، بينما وصل معدل مشاركة الرجال في القوى العاملة إلى 80.7%.
لا يمكن النظر إلى الزيادة في معدل مشاركة المرأة في القوى العاملة باعتبارها مؤشرًا على معاملة الرجل والمرأة على قدم المساواة في سوق العمل. قد تكون هذه الزيادة في المشاركة نتيجةً لتحول المرأة من الأعمال غير المأجورة إلى الأعمال الإنتاجية المأجورة. ستبقى أوجه اللامساواة بين الجنسين قائمة في تايلاند طالما يتقاضى الرجال مبالغ أكبر لقاء المساهمات ذاتها. قُدّر متوسط الرفاهية –الذي يُقاس من خلال الأرباح الفردية- للرجال التايلانديين بأنه أعلى بنسبة 8.29% من متوسط الرفاهية للنساء التايلانديات في عام 2004. واجهت المرأة التايلاندية تحديات جديدة وأُتيحت لها فرص جديدة للمشاركة في التنمية الاجتماعية والاقتصادية للبلاد، وذلك بعد أن خضع المجتمع التايلاندي الحديث لتغييرات اجتماعية واقتصادية هيكلية متعارضة إلى حد كبير مع المهام المنزلية التي ما تزال المسؤولية الرئيسية للمرأة. تعيش النساء التايلانديات عمومًا في وضع اقتصادي مجحف مقارنةً بالرجال في سوق العمل، الأمر الذي يتجلى بوضوح في تركّزهن في المهن ذات الأجور المنخفضة التي لا تتطلب سوى مهارات محدودة، على العكس تمامًا من المهن التي يشغلها الرجال.
تُعتبر المعايير الجندرية في المجتمع التايلاندي مصدرًا رئيسيًا للممارسات التمييزية ضد المرأة في سوق العمل. تقول إحدى العبارات الاصطلاحية التايلاندية «الرجل هو الساق الأمامية للفيل، والمرأة هي الساق الخلفية» (بالتايلاندية: สามีเป็นช้างเท้าหน้า ภรรยาเป็นช้างเท้าหลัง)، الأمر الذي يعني أن الرجال قادة والنساء تابعات في المجتمع التايلاندي. تُجهّز الفتيات التايلانديات تقليديًا ليصبحن أمهات وتابعات، بينما يُجهّز الفتيان ليصبحوا قادةً. تُعطى النساء الأولوية الثانية في أماكن العمل عندما يتعلق الأمر بالتعليم والتدريب خلال العمل والترقية.

## الفصل الوظيفي الجندري في تايلاند
أسفر التحول من الاقتصاد الزراعي إلى الاقتصاد الصناعي في تايلاند خلال ستينيات القرن الماضي عن انخفاض في الطلب على القوى العاملة في المزارع، وازدياد الطلب على القوى العاملة الأقل مهارةً في المصانع في الوقت ذاته. أدى هذا التحول إلى هجرة العاملات غير الماهرات من المناطق الريفية الفقيرة إلى المناطق الحضرية بغية العمل لقاء الحد الأدنى من الأجور أو حتى أقل من ذلك، الأمر الذي تجلّى بشكل واضح في ميل العاملات إلى الالتحاق بالوظائف ذات الأجور المتدنية الذي لا تتطلب سوى القليل من المهارات.
تركزت أغلبية القوى العاملة النسائية التايلاندية في قطاعات الزراعة وتجارة الجملة والتجزئة والصناعات التحويلية في عام 2011، إذ وظّفت هذه القطاعات نحو 39.17% و16.22% و14.63% من إجمالي القوى العاملة النسائية على التوالي، مقارنةً بـ 69.6% و8.1% و2.3% على التوالي في عام 1980. تبيّن هذه الأرقام التحول الكبير للعاملات من القطاع الزراعي إلى قطاعي تجارة التجزئة والصناعات التحويلية.
بلغ معدل العمالة النسائية 46.21% من إجمالي معدل العمالة في تايلاند في عام 2011، وتركّزت معظم هذه العمالة في الأنشطة غير الرسمية. وصلت نسبة القوى العاملة النسائية في القطاع غير الرسمي إلى 62.49% من إجمالي القوى العاملة النسائية، النسبة التي تماثل تقريبًا نسبة العمال الذكور الذين يعملون في القطاع غير الرسمي.
تختلف أنواع الوظائف التي يشغلها كل جنس. تشتمل الصناعات/الوظائف التي يهيمن عليها الرجال التايلانديون ما يلي:
- الزراعة (55.8%).
- التعدين والمحاجر (83.6%).
- الإدارة العامة والدفاع (64.0%).
- إمدادات المياه (69.7%).
- البناء (84.6%).
- النقل والتخزين (86.9%).
- المعلومات والاتصالات (64.8%).
- القطاعات المهنية والعلمية والتقنية (52.4%).
- الخدمات الإدارية وخدمات الدعم (57.7%).
- إمدادات الكهرباء والغاز (82.17%).

تُظهر الأرقام الواردة بين قوسين النسبة المئوية لعدد الرجال العاملين من إجمالي القوى العاملة في كل صناعة (مهنة) اعتبارًا من عام 2011.
وفي المقابل، هيمنت النساء التايلانديات على الصناعات/المهن التالية:
- السكن والخدمات الغذائية (64.2%).
- الأنشطة المالية والتأمينية (55.5%).
- الأنشطة العقارية (55.7%).
- التعليم (61.1%).
- الصحة البشرية والعمل الاجتماعي (75.9%).
- أنشطة الأسر المعيشية بوصفها توظف أفرادًا للعمل المنزلي (82.1%).
- الأنشطة التابعة للمنظمات الدولية (100.0%).
- الصناعات الأخرى المعتمدة على الأنشطة الخدمية (55.3%).

تُظهر الأرقام الواردة بين قوسين النسبة المئوية للنساء العاملات من إجمالي القوى العاملة في كل صناعة (مهنة) اعتبارًا من عام 2011.
بعبارة موجزة، تركزت القوى العاملة الذكورية في أعمال النقل والتعدين والبناء بينما تركزت القوى العاملة النسائية في المهن المكتبية والخدمية إلى حد بعيد في عام 2011.
يرتبط الفصل المهني القائم على الجنس بالتفاوت الجندري في الأجور إلى حد كبير. يهيمن الرجال في تايلاند على وظائف الياقات الزرقاء غالبًا، وهي مهن تتطلب مهارات محددة وتنطوي على أجور أعلى، بينما تعمل النساء غالبًا في وظائف الياقات البيضاء كما هو الحال في أي مكان آخر. تشير الدراسة التي أجراها سان (2011) إلى مساهمة الأجور في تضخيم هوة الدخل بين الرجال والنساء إلى حد كبير، إذ خلصت الدراسة إلى هذه النتيجة بعد التحكم في آثار الاختلافات في التعليم وخبرة العمل والموقع، فهي أمور قد تعكس التفاوت في الدخل بين الرجال والنساء.
بلغ عدد نساء القوى العاملة اللاتي يعملن في المجال الأسري دون تقاضي أي أجر نحو ثلث عدد القوى العاملة النسائية اعتبارًا من عام 2011، وذلك مقابل نسبة تصل إلى 16% فقط بالنسبة لرجال القوى العاملة. تشارك 50.78% من إجمالي القوى العاملة النسائية في القطاع غير الرسمي اعتبارًا من عام 2011. تعمل العديد من هذه النساء بدوام جزئي أو بشكل مؤقت في الشركات العائلية. ورد أن 7.5%من النساء العاملات يعملن بدوام جزئي في عام 2000. خرجت 43.93% من النساء التايلانديات –بغض النظر عن الفتيات الصغيرات للغاية أو المسنات للغاية- من القوى العاملة اعتبارًا من الربع الأول من عام 2012 بسبب الواجبات المنزلية، بينما بلغت نسبة الطالبات 22.21%.
يُعتبر تفضيل العمال من جهة والعوامل الثقافية التي تسفر عن الفصل الوظيفي من جهة أخرى سببين في التفاوت الجندري في الأجور أيضًا. تُعتبر أسواق العمل جزءًا لا يتجزأ من المعايير الجندرية المجتمعية التي تصوغ تفضيلات أصحاب العمل والعمال فيما يتعلق بالخيارات الوظيفية الملائمة لكل جنس.